# فالنتاين دي بولونيا
فالنتاين دي بولونيا (بالفرنسية: Valentin de Boulogne)؛ (قبل 3 يناير 1591 - 19 أغسطس 1632)، يُعرف أيضا باسم لو فالنتاين، كان رساما فرنسيا عُرف برسوماته ولوحاتها التي تنتمي إلى النمط القتامي.

## أصوله
ولد فالنتين في كولومييرا، فرنسا، وعُمِّد في أبرشية سانت دينيس في 3 يناير 1591، مما يجعل 1590 سنة ميلاده المحتملة. يعود اسم عائلت إلى بولوني سو مير، وهي مدينة تقع في شمال فرنسا في مستعمرة باد كاليه، على الرغم من أن الأسرة كانت تعيش في كولموميرا منذ عام 1489 على الأقل. والده، والذي يدعى أيضا فالنتين، وعمه جان، كانا رسامين هما أيضا.

## وفاته
يقال أن فالنتين قد توفي بعد الاستحمام في المياه الباردة المتجمدة في نافورة ديل تريتون في بيازا باربيريني، إيطاليا بعد أن ثمل كثيرا.